# Atletica leggera ai Giochi della XXXII Olimpiade - Lancio del disco femminile
Ai Giochi della XXXII Olimpiade la competizione di Lancio del disco femminile si è svolta nei giorni 31 luglio e 2 agosto 2021 presso lo Stadio nazionale di Tokyo.

## Presenze ed assenze delle campionesse in carica
| Competizione           | Atleta              | Prestazione | Rio 2016   |
| ---------------------- | ------------------- | ----------- | ---------- |
| Olimpiadi 2016         | Sandra Perković     | 69,21 m     | Presente   |
| Commonwealth 2018      | Dani Stevens        | 68,26 m     | Presente   |
| Europei 2018           | Sandra Perković     | 67,62 m     | Presente   |
| Asiatici 2018          | Chen Yang           | 65,12 m     | Presente   |
| Panamericani 2019      | Yaimé Pérez         | 66,58 m     | Presente   |
| Africani 2019          | Chioma Onyekwere    | 59,91 m     | Non selez. |
| Mondiali 2019          | Yaimé Pérez         | 69,17 m     | Presente   |
|                        |                     |             |            |
| Mondiali under 20 2018 | Alexandra Emilianov | 57,89 m     | Presente   |

Graduatoria mondiale
In base alla classifica della Federazione mondiale, le migliori atlete iscritte alla gara erano le seguenti:
| Pos. | Atleta          | Punti | Note |
| ---- | --------------- | ----- | ---- |
| 1    | Yaime Pérez     | 1424  |      |
| 2    | Sandra Perković | 1405  |      |
| 3    | Denia Caballero | 1371  |      |
| 4    | Valarie Allman  | 1317  |      |

## La gara
Il miglior lancio di qualificazione, 66,42 metri, è di Valarie Allman (Stati Uniti), una delle favorite per il titolo. Controprestazione, invece, di Dani Stevens (Australia) e Denia Caballero (Cuba). Entrambe non raggiungono i 59 metri, ben lontane dalla soglia di qualificazione. Per quanto riguarda Cuba, si qualifica comodamente Yaime Pérez.

Al primo lancio finale Valarie Allman piazza una botta a 68,98. La statunitense intende uccidere la gara intimidendo le avversarie. La cubana Pérez, seconda, è ben distante con 65,72 metri. Si attende una reazione di Sandra Perkovic, la bicampionessa olimpica (2012 e 2016). Il disco della croata, invece, non va oltre i 65 metri al terzo turno. La Perkovic sbaglia due lanci consecutivi (quarto e quinto turno) e al quinto turno è superata da Kristin Pudenz che, con 66,86 sale al secondo posto, relega la Pérez al terzo e la Perkovic al quarto. L'ultimo turno non smuove la classifica. Valarie Allman vince quindi con il suo primo lancio.

## Risultati

### Qualificazioni
Soglia di qualificazione: 64,00 (q) oppure le 12 migliori atlete (q) accedono alla finale.
| Posizione | Gruppo | Nome                      | Nazionalità | Lanci | Lanci | Lanci | Risultato | Note |
| Posizione | Gruppo | Nome                      | Nazionalità | 1°    | 2°    | 3°    | Risultato | Note |
| --------- | ------ | ------------------------- | ----------- | ----- | ----- | ----- | --------- | ---- |
| 1         | B      | Valarie Allman            | Stati Uniti | 66,42 | —     | —     | 66,42     | Q    |
| 2         | B      | Kamalpreet Kaur           | India       | 60,29 | 63,97 | 64,00 | 64,00     | Q    |
| 3         | A      | Sandra Perkovic           | Croazia     | 63,75 | n     | n     | 63,75     | q    |
| 4         | A      | Kristin Pudenz            | Germania    | 63,53 | n     | 63,73 | 63,73     | q    |
| 5         | B      | Daisy Osakue              | Italia      | 52,26 | 63,66 | n     | 63,66     | q    |
| 6         | B      | Marike Steinacker         | Germania    | 63,22 | n     | n     | 63,22     | q    |
| 7         | B      | Yaime Pérez               | Cuba        | 62,90 | 63,18 | 59,97 | 63,18     | q    |
| 8         | B      | Liliana Cá                | Portogallo  | 57,70 | 62,85 | n     | 62,85     | q    |
| 9         | B      | Chen Yang                 | Cina        | 62,59 | 61,57 | 62,72 | 62,72     | q    |
| 10        | B      | Claudine Vita             | Germania    | 62,39 | 62,46 | 62,38 | 62,46     | q    |
| 11        | A      | Shadae Lawrence           | Giamaica    | 59,55 | 62,27 | n     | 62,27     | q    |
| 12        | B      | Izabela da Silva          | Brasile     | 56,14 | 61,52 | 60,64 | 61,52     | q    |
| 13        | B      | Marija Tolj               | Croazia     | 54,76 | 61,48 | 60,33 | 61,48     |      |
| 14        | A      | Jorinde van Klinken       | Paesi Bassi | n     | 61,15 | n     | 61,15     |      |
| 15        | A      | Melina Robert-Michon      | Francia     | n     | 60,88 | 59,81 | 60,88     |      |
| 16        | A      | Seema Punia               | India       | n     | 60,57 | 58,93 | 60,57     |      |
| 17        | B      | Feng Bin                  | Cina        | 59,26 | 60,45 | n     | 60,45     |      |
| 18        | B      | Subenrat Insaeng          | Thailandia  | 54,99 | 59,23 | 56,82 | 59,23     |      |
| 19        | A      | Chrysoula Anagnostopoulou | Grecia      | 57,06 | 59,18 | 58,55 | 59,18     |      |
| 20        | A      | Su Xinyue                 | Cina        | 55,37 | 58,90 | 57,85 | 58,90     |      |
| 20        | B      | Andressa de Morais        | Brasile     | n     | n     | 58,90 | 58,90     |      |
| 22        | B      | Dani Stevens              | Australia   | 53,01 | 58,77 | 54,60 | 58,77     |      |
| 23        | A      | Denia Caballero           | Cuba        | n     | 57,96 | n     | 57,96     |      |
| 24        | A      | Fernanda Martins          | Brasile     | n     | 57,90 | n     | 57,90     |      |
| 25        | A      | Irina Rodrigues           | Portogallo  | n     | 54,60 | 57,03 | 57,03     |      |
| 26        | B      | Dragana Tomasevic         | Serbia      | 55,97 | 56,95 | 56,43 | 56,95     |      |
| 27        | A      | Rachel Dincoff            | Stati Uniti | 55,10 | n     | 56,22 | 56,22     |      |
| 28        | A      | Kelsey Card               | Stati Uniti | 54,85 | 55,78 | 56,04 | 56,04     |      |
| 29        | B      | Karen Gallardo            | Cile        | 55,36 | 53,89 | 55,81 | 55,81     |      |
| 30        | A      | Alexandra Emilianov       | Moldavia    | 54,57 | n     | n     | 54,57     |      |
| 31        | A      | Natalia Semenova          | Ucraina     | n     | n     | 54,28 | 54,28     |      |

### Finale
| Record mondiale      | Gabriele Reinsch    | 76,80 m | Neubrandenburg | 9 luglio 1988     |
| Record olimpico      | Martina Hellmann    | 22,41 m | Seul           | 29 settembre 1988 |
| Capolista stagionale | Jorinde van Klinken | 70,22 m | Tucson         | 22 maggio 2021    |

Lunedì 2 agosto, ore 20:00
| Pos.    | Atleta            | Nazione     | Lanci | Lanci | Lanci | Lanci           | Lanci           | Lanci           | Misura | Note                          |
| Pos.    | Atleta            | Nazione     | 1°    | 2°    | 3°    | 4°              | 5°              | 6°              | Misura | Note                          |
| ------- | ----------------- | ----------- | ----- | ----- | ----- | --------------- | --------------- | --------------- | ------ | ----------------------------- |
| Oro     | Valarie Allman    | Stati Uniti | 68,98 | n     | n     | 64,76           | 66,78           | n               | 68,98  |                               |
| Argento | Kristin Pudenz    | Germania    | 63,07 | 65,34 | 64,35 | n               | 66,86           | n               | 66,86  | Miglior prestazione personale |
| Bronzo  | Yaimé Pérez       | Cuba        | 65,72 | 62,16 | 63,20 | 65,20           | n               | n               | 65,72  |                               |
| 4       | Sandra Perkovic   | Croazia     | 62,53 | n     | 65,01 | n               | n               | 63,25           | 65,01  |                               |
| 5       | Liliana Cá        | Portogallo  | 62,31 | 63,93 | n     | n               | n               | n               | 63,93  |                               |
| 6       | Kamalpreet Kaur   | India       | 61,62 | n     | 63,70 | n               | 61,37           | n               | 63,70  |                               |
| 7       | Shadae Lawrence   | Giamaica    | 60,22 | 62,12 | 58,98 | 59,46           | 59,26           | n               | 62,12  |                               |
| 8       | Marike Steinacker | Germania    | n     | 62,02 | n     | n               | 60,10           | 60,32           | 62,02  |                               |
| 9       | Claudine Vita     | Germania    | 60,70 | n     | 61,80 | Non qualificate | Non qualificate | Non qualificate | 61,80  |                               |
| 10      | Chen Yang         | Cina        | 61,57 | 59,59 | 61,43 | Non qualificate | Non qualificate | Non qualificate | 61,57  |                               |
| 11      | Izabela da Silva  | Brasile     | 60,39 | n     | 59,56 | Non qualificate | Non qualificate | Non qualificate | 60,39  |                               |
| 12      | Daisy Osakue      | Italia      | 59,97 | n     | n     | Non qualificate | Non qualificate | Non qualificate | 59,97  |                               |